# Citroën ZX Rallye-raid
El Citroën ZX Rallye-Raid es un vehículo todoterreno de clase T3 "prototipo" construido por Citroën para competir en Rally raids.

## Historia

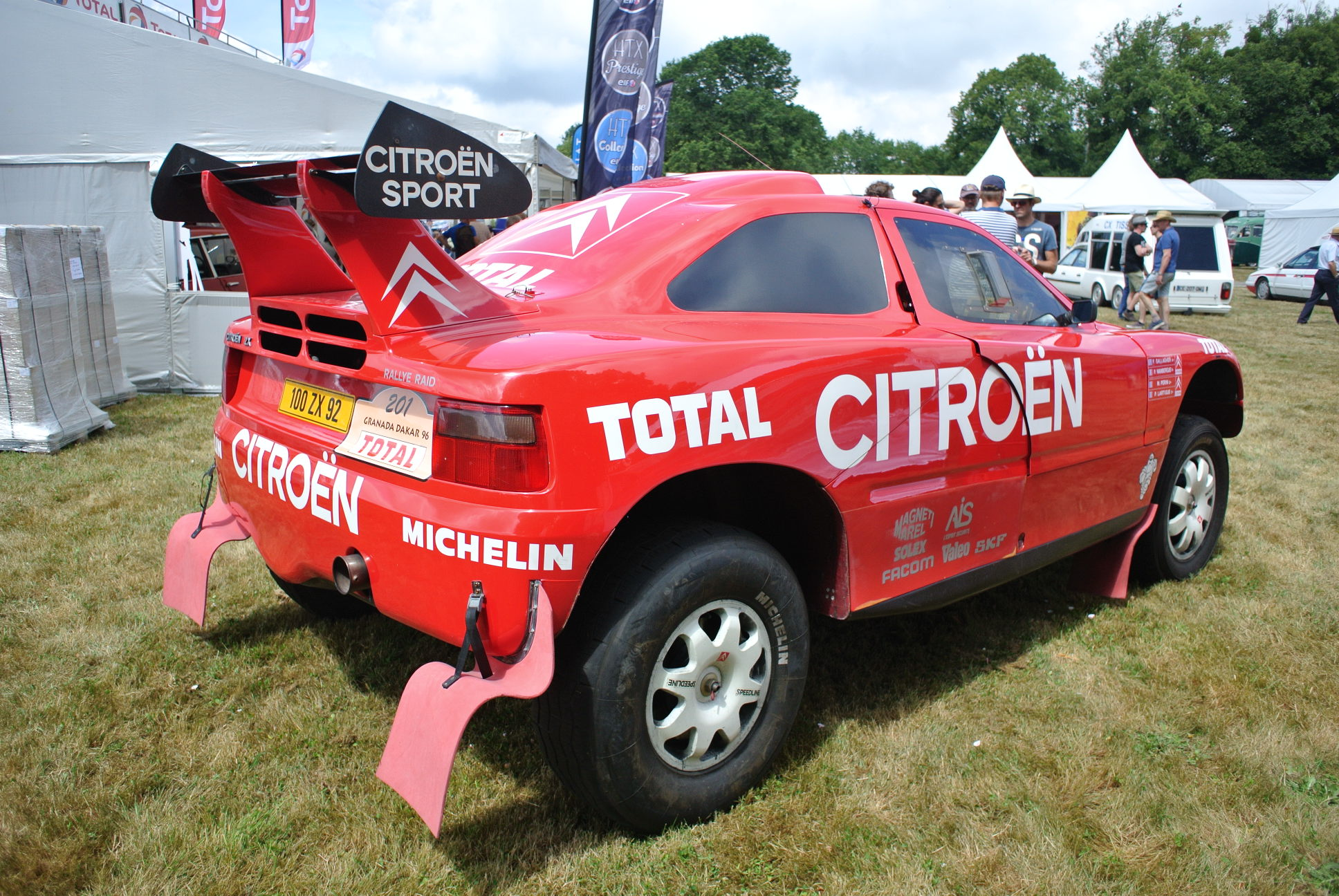
Vista trasera.

Los prototipos Citroën ZX Rallye-raid hicieron sus primeros rallies en Baja Aragón (España) en julio de 1990, con dos equipos (Ari Vatanen y Bruno Berglund) y (Jacky Ickx y Christian Tarin), en primer y segundo lugar. 
En 1991, en su segunda temporada de rally-raid, el Citroën ZX Rallye-raid pilotado por Vatanen obtuvo numerosas victorias entre ellas el Rally de los Faraones y el Rally Dakar.
Al comienzo de la tercera temporada, Citroën participó en el rally París – Sirte – Ciudad del Cabo en el que el equipo de Björn Waldegård y Fred Gallagher terminó cuarto en un ZX Rallye Raid Narrow Gauge. Un resultado mucho mejor se obtuvo en el Rally de Túnez de 1992 con los tres primeros lugares ocupados por Pierre Lartigue / Michel Périn, Wambergue/Vantouroux y Jonsson/Gallagher. El equipo Lartigue/Périn consiguió el primer puesto en el rally París-Moscú-Pekín.
Citroën y Mitsubishi se enfrentaron en la primera Copa del Mundo de rally-raid en 1993. Lartigue/Périn le dieron a Citroën los títulos de piloto y fabricante en su ZX Rallye Raid Evolution 2. El segundo y tercer puesto se consiguieron en el París-Dakar por los equipos Lartigue/Périn y Auriol/Picard. En el Rally Atlas Timo Salonen/ Fred Gallagher, Ambrosino / Guehennec y Lartigue / Périn ocuparon el segundo, tercer y cuarto lugar. Lartigue/Périn y Salonen/Gallagher obtuvieron el primer y segundo lugar en la Baja Portugal. Lartigue/Périn y Salonen/Gallagher ocuparon el primer y tercer lugar en Baja Aragón. El primer y tercer lugar fueron ganados en el Rally de los Faraones por Salonen/Gallagher y Lartigue/Périn. Lartigue/Périn ganaron la Copa del Mundo de Rally-Raid, el título de pilotos y Citroën ganó el título de constructores por sus victorias en rally-raids de los Emiratos Árabes Unidos en noviembre de 1993.
El año 1994 estuvo completamente dominado por Pierre Lartigue y Michel Périn que ganaron todas sus carreras menos una. Durante esta temporada se introdujeron dos nuevas versiones del ZX Rallye Raid, las evoluciones 3 y 4:
Por tercer año consecutivo, Citroën ganó la Copa del Mundo de rally-raid en 1995, el título de constructores y Lartigue ganó el título de pilotos.
En 1996, por cuarto año consecutivo, Citroën ganó la Copa del Mundo de rally-raid, el título de constructores y Pierre Lartigue el de pilotos. Como novedad se lanza el Evolution 5.
En su séptima y última temporada (1997), dominó toda la temporada consiguiendo todas las victorias entre Pierre Lartigue y Ari Vatanen. El ZX ganó su quinto título mundial de constructores de manera consecutiva y Ari Vatanen se hizo con el de pilotos, al ganar el UAE Desert Challenge.

## Palmarés
- 5 títulos de constructores en la Copa del Mundo de rally-raid (1993, 1994, 1995, 1996 y 1997)
- 5 títulos de pilotos en la Copa del Mundo de rally-raid (1993, 1994, 1995, 1996 y 1997)

| Temporada | Equipo          | Equipo         | Clasificación final |
| Temporada | Piloto          | Copiloto       | Clasificación final |
| --------- | --------------- | -------------- | ------------------- |
| 1993      | Pierre Lartigue | Michel Périn   | Campeón             |
| 1994      | Pierre Lartigue | Michel Périn   | Campeón             |
| 1995      | Pierre Lartigue | Michel Périn   | Campeón             |
| 1996      | Pierre Lartigue | Michel Périn   | Campeón             |
| 1997      | Ari Vatanen     | Fred Gallagher | Campeón             |